# Кавказ (кантата)
Кавказ — кантата-симфонія Станіслава Людкевича на вірші Тараса Шевченка для мішаного і чоловічого хору та симфонічного оркестру. Написана між 1901—1913 р. Основою твору стали перші чотири частини поеми «Кавказ».

## Історія створення
В березні 1898 р. на першому Шевченківському концерті поему декламував товариш композитора Іван Калимон. «Кавказ» справив глибоке враження на Станіслава Людкевича. Тоді й виник задум інтерпретувати поему.
«Кавказ» сам проситься бути поставленим на музику"

Людкевич почав писати кантату-симфонію з другої частини «Молитва». Частина перероблена два рази.
Першу частину писав у 1904—1905 р. у Перемишлі, після повернення із військової служби у Відні.
В 1909 р. написав четверту частину, теж у Перемишлі.
Третю частина написана у Львові 1912—1913 рр.
Композитор використав чотири початкові фрагменти поеми «Кавказ».

## Структура
Кантата — симфонія складається з чотирьох частин, які за жанровими особливостями відповідають частинам сонатно-симфонічного циклу.
1. «Прометей»
2. «Молитва»(«Не нам на прю з Тобою стати!»)
3. «Хортам, гончим слава!»
4. «Борітеся!»